# Mel Ferber
Mel Ferber est un réalisateur et producteur de cinéma américain, né le 2 octobre 1922 à New York (États-Unis), mort le 19 juin 2003  à Los Angeles (Californie).

## Filmographie

### Comme réalisateur
- 1971 : A Tattered Web (TV)
- 1958 : Wonderful Town (TV)
- 1961 : The Joey Bishop Show (série télévisée)
- 1965 : The Wild Weird World of Dr. Goldfoot (en) (TV)
- 1967 : Do Blonds Have More Fun? (TV)
- 1967 : A Bell for Adano (TV)
- 1973 : Alexander, Alexander (TV)
- 1975 : Beacon Hill (série télévisée)
- 1976 : Alice (série télévisée)
- 1976 : Quincy ("Quincy M.E.") (série télévisée)
- 1976 : C.P.O. Sharkey (série télévisée)
- 1977 : Busting Loose (en) (série télévisée)
- 1978 : Arnold et Willy (Diff'rent Strokes) (série télévisée)
- 1979 : Flatbush (en) (série télévisée)
- 1979 : Archie Bunker's Place (en) (série télévisée)
- 1981 : Love, Sidney (série télévisée)
- 1983 : Small & Frye (série télévisée)
- 1986 : Melba (série télévisée)

### Comme producteur
- 1967 : Do Blondes Have More Fun? (TV)